# Горно Луково
Горно Луково е село в Южна България. То се намира в община Ивайловград, област Хасково.

## География
Село Горно Луково се намира в планински район в най-източната част на Родопите.

## История
В селото има 350 годишна черква. Старото му име е  Горно Суванли.